# Preangeria
Preangeria is een geslacht van weekdieren uit de klasse van de Gastropoda (slakken).

## Soort
- Preangeria dentata (Schepman, 1911)